# Raymond Feuillatte
Raymond Feuillatte est un peintre français, né à Neuilly-sur-Seine le 13 mai 1901, et mort dans la même ville le 4 juillet 1971.

## Biographie
Raymond Feuillatte est élève de l'École nationale supérieure des beaux-arts puis de l'École nationale supérieure des arts décoratifs à Paris, cette dernière lui décernant en 1924 son premier prix. Une bourse de la ville de Paris en 1933 lui permet de visiter la Tunisie, l'Algérie et le Maroc, dont il rapporte des paysages et des portraits qui lui valent d'être répertorié parmi les artistes orientalistes.
Sociétaire du Salon d'automne, il en est le président en 1941. En 1951, il est vice-président du Salon populiste.
Il résidait au no 5 villa des Sablons à Neuilly-sur-Seine.
Mort le 4 juillet 1971, Raymond Feuillatte est inhumé dans le cimetière ancien (8e division) de Neuilly-sur-Seine.

## Ouvrages illustrés
- Robert Kanters, Vie du Père Surin, avant-propos de Jean-Daniel Maublanc, Éditions La Pipe en écume, 1942.
- Charles Galtier, La dicho dou caraco (la chanson du bohémien), poèmes, Toulon, Éditions l'Astrado, 1974.

## Collections publiques
En Algérie
- Alger, musée des beaux-arts, Composition, peinture 35x25cm, vers 1942[3].

En France
- Égletons, mairie : Paysage des Baux-de-Provence, huile sur toile 65x100cm, 1939 (dépôt du Centre national des arts plastiques)[4].
- Le Chambon-Feugerolles, mairie, Jeunes filles dansant et jouant au ballon, décor mural (huile sur toile) 300x350cm[5].
- Nanterre :
  - cathédrale Sainte-Geneviève-et-Saint-Maurice : Saint Matthieu l'évangéliste, fresque[6].
  - La Contemporaine, 31 croquis et dessins excécutés aux armées, 22x28cm, 1939 (dépôt du Centre national des arts plastiques)[7].
- Paris :
  - Bibliothèque nationale de France[8].
  - hôpital du Val-de-Grâce, La Plage à Saint-Coulomb, huile sur toile 38x46cm, 1941 (dépôt du Centre national des arts plastiques)[9].
  - Musée national d'art moderne :
    - Les clowns, encre et lavis d'encre de Chine 65,5x50,2cm, 1935[10] ;
    - Au café, gouache 65x51cm, 1938[11]..
- Puteaux, Fonds national d'art contemporain :
  - Étables-sur-Mer, paysage, huile sur toile 33x46cm, 1927[12] ;
  - Femme au café, gouache 62x48cm, vers 1939[13] ;
  - Pierrot, huile sur toile 65x46cm, 1941[14] ;
  - Jeunes filles dansant et jouant au ballon, gouache 47,5x56cm, esquisse pour le décor mural du Chambon-Feugerolles ci-dessus[15].
- Sceaux, musée du Domaine départemental de Sceaux :
  - Les Chênes, forêt de Fontainebleau, aquarelle ;
  - La Seine à Bagatelle en hiver, huile sur toile.
- Vincennes, musée de la guerre, dessins.

## Collections privées référencées
- Philadelphie, Robert Carlen Galleries[16].

## Expositions

### Expositions personnelles
- Exposition dans le cadre des Jeux olympiques d'été de 1936, Berlin[17].

### Expositions collectives

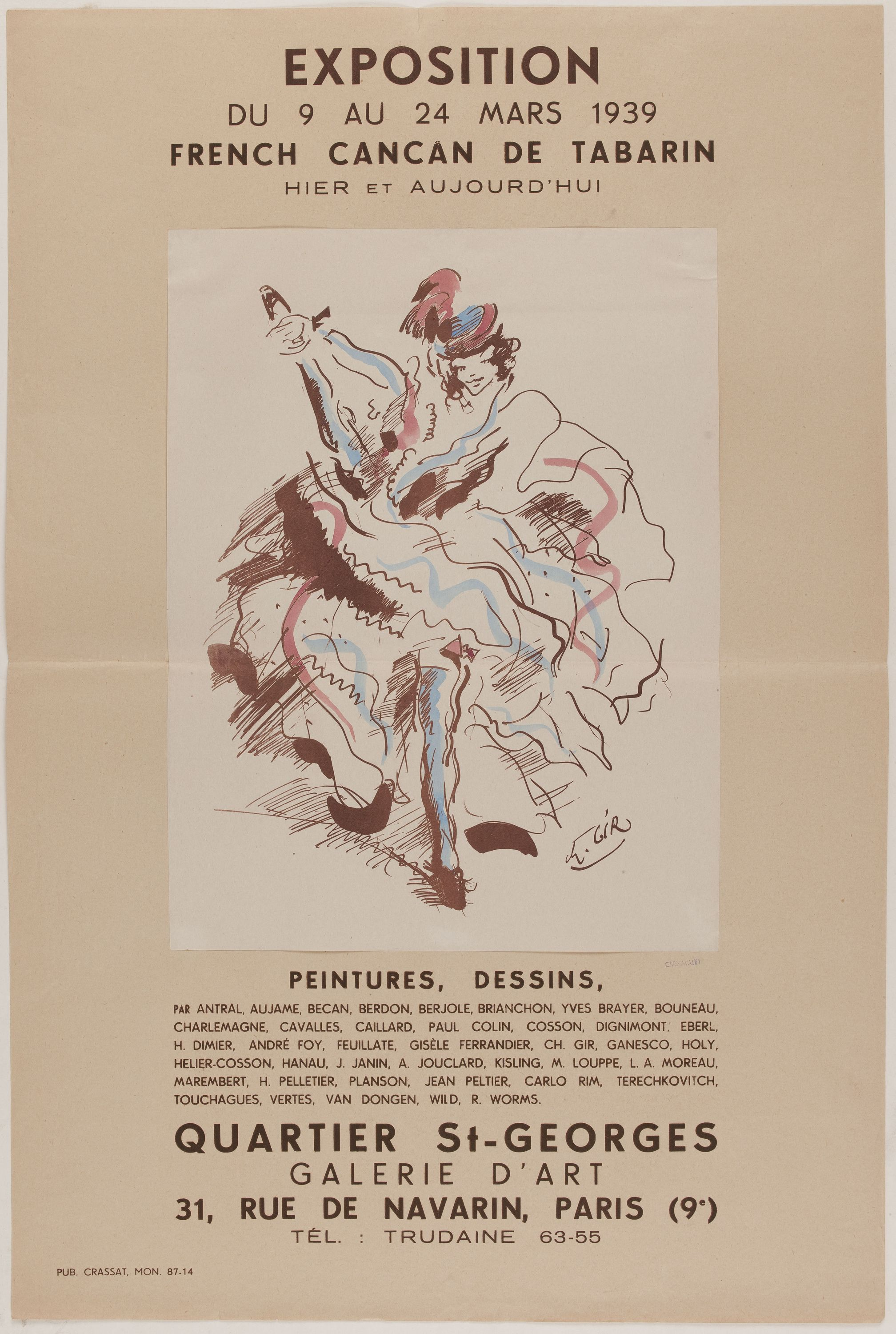
French Cancan de Tabarin hier et aujourd'hui, affiche de l'exposition, 1939

- Salon de la Société nationale des beaux-arts, Paris, 1927.
- Salon des indépendants, Paris, à partir de 1928.
- Salon d'automne, Paris, dont 1932[18], sociétaire en 1936[19].
- Artistes indépendants bordelais - Huitième Salon, Galerie des Beaux-arts, Bordeaux, 1935[20].
- Septième exposition artistique de l'Afrique française, Musée des arts décoratifs, pavillon de Marsan, Paris, 1935[21],[22].
- Dix-huitième Groupe des artistes de ce temps, Petit Palais, Paris, juin 1936[23].
- French Cancan de Tabarin hier et aujourd'hui - Jean Aujame, Bécan, Émile Bouneau, Yves Brayer, Jules Cavaillès, Paul Charlemagne, Paul Colin, André Dignimont, Raymond Feuillatte, André Foy, Charles Gir, Adrienne Jouclard, Kostia Terechkovitch, Louis Touchagues…, Galerie d'art du quartier Saint-Georges, 31, rue de Navarin, Paris, mars 1939.
- Salon des Tuileries, Musée d'art moderne de la ville de Paris, juin-juillet 1944.
- XXIIIe Salon du Sud-Est - André Cottavoz, Jean Couty, Victor Jean Desmeures, Raymond Feuillatte, Jean Fusaro, Jean Puy, Maurice Savin, Jacques Truphémus (Union régionale des arts plastiques de Lyon), Lyon, novembre 1950 - janvier 1951[24].
- Salon populiste, dont 1951.
- Salon des humoristes, Paris, participations non datées.
- Figuration Fascination, Papillon Gallery, Los Angeles, juin 2009.
- Maisons closes et prostitution , XIXe -XXe siècles, galerie Au bonheur du jour, rue Chabanais, Paris, septembre-novembre 2015[25].

## Réception critique
- « Il y a de beaux noirs dans la Femme couchée de Raymond Feuillatte, que plus d'un prit pour une sorte de pastiche du Torero mort d'Édouard Manet. Bien entendu, l'artiste jure ses grands dieux qu'il ne soupçonnait pas l'existence du Manet en question quand l'idée lui vint de cette audacieuse mise en page. » - Paul Fierens[18]